# Бибиков, Николай Петрович
Николай Петрович Бибиков (1806—1862) — российский государственный деятель, руководитель Симбирской и Курской губерний.

## Биография
Происходил из потомственных дворян Санкт-Петербургской губернии Бибиковых. Родился в 1806 году; отец Пётр Иванович Бибиков (1772—1834), полковник в отставке, порховский помещик, уездный предводитель дворянства , мать Анна Александровна, урождённая Пантелеева. В семье было ещё 2 сына и 5 дочерей; старший брат — Василий Петрович Бибиков вышел в отставку генерал-лейтенантом; три сестры замуж не вышли, одна была замужем за родственником Гаврилой Гавриловичем Бибиковым (17.2.1790—10.7.1850), другая — за новгородским уездным предводителем дворянства Александром Александровичем Сухаревым.

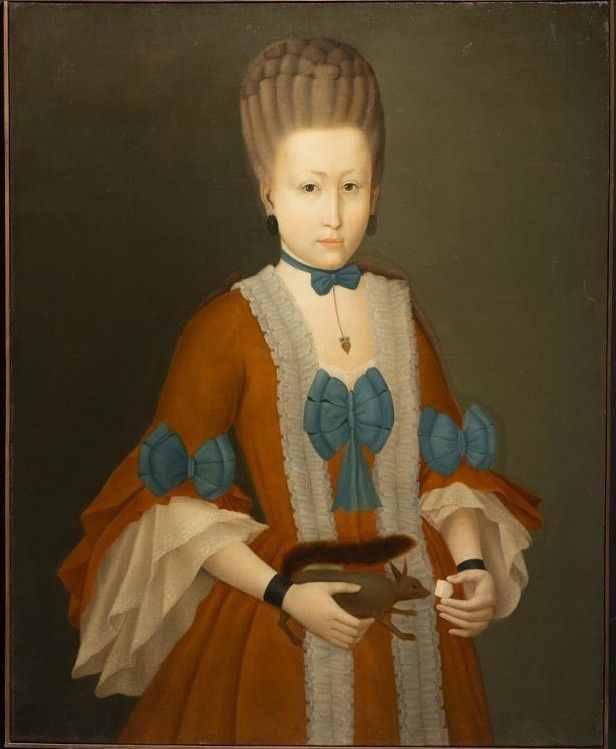
Анна Александровна Бибикова, мать

В службу вступил 10 сентября 1823 года унтер-офицером в учебно-карабинерный полк; 21 февраля 1825 года произведён в прапорщики. С 1834 года состоял в должности адъютанта при генерал-лейтенанте Д. Г. Бибикове, который в 1837 году был назначен главой Юго-Западного края; «исполнил с успехом ряд важных поручений: по Киевской следственной комиссии о тайных обществах и многие другие».
С 14 апреля 1843 года — на гражданской службе с переименованием из полковников в надворные советники: был назначен Волынским вице-губернатором. В следующем году, 6 июля 1844 года, в чине коллежского советника он был назначен Киевским вице-губернатором — служил при губернаторе И. И. Фундуклее. На этой должности был произведён в статские советники, а 13 октября 1850 года — в действительные статские советники.
Высочайшим указом от 10 декабря 1852 года, в 44 года, Н. П. Бибиков был назначен исправляющим должность Симбирского гражданского губернатора. Через год, 10 декабря 1853 года он был утверждён в занимаемой должности. При Н. П. Бибикове значительное внимание уделялось благоустройству губернского города, благодаря сформированию Симбирской арестантской роты; «Нельзя сказать, чтобы работа арестантов отличалась быстротою, но производилась она довольно аккуратно и очень дешево, почему почти все наиболее капитальные сооружения в городе исполнены трудом арестантов…». Силами арестантской роты в 1853 года завершилось устройство Петропавловского спуска к Волге, в 1854 году был разбит бульвар на Большой Саратовской улице, в 1855 году благоустроена Карамзинская площадь. «В воздаяние отлично-усердной службы», Бибиков 18 августа 1854 года был награждён орденом Св. Станислава 1-й степени.
Высочайшим приказом от 1 июня 1856 года Бибиков был назначен Курским гражданским губернатором и занимал эту должность до 1861 года. Был произведён 17 апреля 1860 года в тайные советники.
Имел родовое имение в 156 душ и 2230 десятин земли.
Умер холостым от чахотки 29 октября 1862 года в Париже.